# Batida
La batida es una modalidad de caza mayor practicada por cuadrillas organizadas en dos grupos. Uno de ellos, el de los monteros, auxiliados generalmente por perros, avanza acosando a las piezas para que abandonen su lugar de refugio o encame. El otro, el de los cazadores, se sitúa estratégicamente dominando la línea de huida de las piezas para darles muerte. La batida es muy utilizada para la caza del jabalí o ciervo, y menos frecuentemente para la caza del gamo, muflón, corzo, rebeco y lobo.

## El gancho
El gancho, muy popular en los montes españoles, puede ser conceptuado como una pequeña batida practicada por unos pocos cazadores y con un escaso número de perros o, incluso, sin ellos.

## LaCaza de Montería
La montería tradicional admite numerosas similitudes con la batida aunque algunas características las caracterizan como modalidades distintas. En la Caza de Montería la utilización de perros por parte de los Monteros es esencial (a diferencia de la batida, que se puede realizar con o sin perros). El terreno batido suele ser mayor que en la batida, así como el número de Punteros o escopetas, también denominados Armada.

## Otros usos
Actualmente también se denomina batida a un proceso similar al descrito para la caza pero en busca de alguna persona, cadáver o un objeto valioso perdido.